# 7308-as mellékút (Magyarország)
A 7308-as számú mellékút egy négy számjegyű mellékút Veszprém vármegye középső részén; nagyjából északnyugat-délkeleti irányt követve szeli át a Bakonyt Ajka és Nagyvázsony térsége, a 8-as és a 77-es főutak között.

## Nyomvonala
A 8-as főútból dél felé kiágazva indul, annak 83+300-as kilométerszelvényénél, Ajka-Bakonygyepes központjában, Fő utca néven. 1,2 kilométer után kilép a településrészből, az 1+600-as, 2+300-as és 2+900-as kilométerszelvényeinél egy-egy körforgalmú csomópontja következik, melyek közül a két előbbi a város ipari parkjait, a harmadik az ide települt nagyáruházakat szolgálja ki. Ezen a szakaszán délkeleti irányban húzódik, változatlanul Fő utca néven, így halad el a városi Csónakázó-tó mellett is.
A 3+900-as kilométerszelvényénél beletorkollik a 7306-os út, 4,2 kilométer megtétele után, majd a 4+200-as kilométerszelvényénél kiágazik belőle a 7339-es út, Devecser felé. Itt a Csingeri út nevet veszi fel; 4,5 kilométer megtétele után kiágazik belőle kelet-északkelet felé az 500 méter hosszú 73 305-ös út Ajka vasútállomásra, 4+900-as kilométerszelvénye előtt pedig, az Ajka Kristály épületegyüttesét elhagyva keresztezi a MÁV 20-as számú Székesfehérvár–Szombathely-vasútvonalát. 5. kilométere előtt egy szétágazáshoz ér: az eddigi, majdnem déli irányát és a Csingeri út nevet továbbvivő út a 7309-es számot veszi fel (ez Öcsön át Pulára vezet), a 7308-as pedig Úrkúti út néven északkelet felé indul; később keletnek, majd délkeletnek fordul.
8,5 kilométer után elhalad Felsőcsinger városrész közelében, ahova egy alsóbbrendű önkormányzati út ágazik le nyugat felé, majd a 10+900-as kilométerszelvényénél átlép Úrkút területére. 11,5 kilométer megtételét követően éri el a település első házait, az elején egy rövid szakaszon Béke utca, a folytatásban Rákóczi utca néven halad, itt nagyjából délkelet felé. A 13+400-as kilométerszelvénye előtt lép ki a település belterületéről, de még jó darabig úrkúti külterületen húzódik.
A 15+600-as kilométerszelvényénél, a szentgáli határ közvetlen közelében, delta csomóponttal beletorkollik a Herendről induló 73 115-ös út, amely Szentgál lakott területén is keresztülhalad (a delta keleti ága a 73 805-ös számozást viseli), ezután viszont délebbnek fordul, így még továbbra is úrkúti területen marad. A 16+600-as kilométerszelvényénél kiágazik belőle a 4,8 kilométer hosszú 73 114-es út a nagyvázsonyi külterületen fekvő Kab-hegyi TV-torony és Kinizsi-kilátó felé. 18,5 kilométer után lép át az út Úrkút területéről Nagyvázsony területére, de a község belterületét nem érinti, annak északi szélétől bő 3 kilométerre a 77-es főútba beletorkollva ér véget, annak 15+750-as kilométerszelvényénél.
Teljes hossza, az országos közutak térképes nyilvántartását szolgáló kira.gov.hu adatbázisa szerint 26,108 kilométer.

## Települések az út mentén
- Bakonygyepes
- Ajka
- Úrkút
- Nagyvázsony

## Hídjai
Három jelentősebb hídja van, ezek az alábbiak:
- az ajkai Szélesvíz-híd a 3+140 kilométerszelvényében, ez 1976-ban épült;
- az ajkai Torna-patak-híd a 4+558 kilométerszelvényében, ami egy korábban itt állt híd újjáépítésével jött létre, 1960-ban;
- az ajkai vasút feletti híd a 4+852 kilométerszelvényében, ami 1959-60-ban épült.[1]